# National Bank Open 2025
Die National Bank Open 2025 sind ein Tennisturnier der WTA Tour 2025 für Damen in Montreal sowie ein Tennisturnier der ATP Tour 2025 für Herren in Toronto, das vom 27. Juli bis 7. August 2025 stattfindet, und Teil der US Open Series 2025 ist.

## Herren
→ Hauptartikel: National Bank Open 2025/Herren
→ Qualifikation: National Bank Open 2025/Herren/Qualifikation

## Damen
→ Hauptartikel: National Bank Open 2025/Damen
→ Qualifikation: National Bank Open 2025/Damen/Qualifikation